# فرودگاه پارکس
 فرودگاه پارکس (به انگلیسی: Parkes Airport) یک فرودگاه همگانی با کد یاتا PKE است که یک باند فرود آسفالت دارد و طول باند آن ۱۶۸۴ متر است. این فرودگاه در کشور استرالیا قرار دارد و در ارتفاع ۳۲۶ متری از سطح دریا واقع شده است.